# Synsphyronus elegans
Synsphyronus elegans är en spindeldjursart som beskrevs av Beier 1954. Synsphyronus elegans ingår i släktet Synsphyronus och familjen gammelekklokrypare. Inga underarter finns listade i Catalogue of Life.